# エツィオ・ガンバ
エツィオ・ガンバ（Ezio Gamba 1958年12月2日- ）は、イタリアブレシア出身の元柔道家。身長175cm。

## 経歴
1979年世界選手権で決勝に進出するも日本の香月清人に敗れて銀メダル、1980年のモスクワオリンピックの決勝でニール・アダムスを破り金メダル、1984年のロサンゼルスオリンピックの決勝で韓国の安柄根に敗れて銀メダルを獲得している。
2008年北京オリンピックでメダルを1つも獲得できなかったロシアナショナルチームのヘッドコーチに就任すると、2012年のロンドンオリンピックではチームに3つの金メダルをもたらした。この結果を受けて、2016年リオデジャネイロオリンピックまで続投することが決まった。さらに大統領であるウラジーミル・プーチンの要請で、今後は男子チームのみならず女子チームのヘッドコーチも受け持つことになった。2012年にはロンドンオリンピックでの成果が評価されて、ロシアオリンピック委員会から外国人として初となるベストコーチに選出された。2016年にはロシア代表への貢献が評価されて、プーチンによりロシア国籍が与えられた。2022年3月にはロシアがウクライナに軍事侵攻した件を受けて、ヨーロッパ柔道連盟の事務局長を辞任した。

## 主な戦績
- 1974年 - ヨーロッパカデ選手権　2位(軽量級)
- 1976年 - 世界軍人選手権大会　優勝(軽中量級)
- 1976年 - 世界ジュニア　2位(軽中量級)
- 1977年 - ヨーロッパジュニア　2位
- 1978年 - 世界軍人選手権大会　優勝
- 1978年 - ヨーロッパジュニア　2位
- 1979年 - ヨーロッパ選手権　2位
- 1979年 - 地中海競技大会　2位
- 1979年 - 世界選手権　2位
- 1980年 - オランダ国際　優勝
- 1980年 - モスクワオリンピック　優勝
- 1982年 - ヨーロッパ選手権　優勝
- 1983年 - ヨーロッパ選手権　2位
- 1983年 - 地中海競技大会　優勝
- 1983年 - 世界選手権　2位
- 1984年 - ロサンゼルスオリンピック　2位
- 1985年 - 大陸別対抗戦　団体戦　優勝
- 1986年 - ヨーロッパ選手権　3位
- 1987年 - 地中海競技大会　優勝